# Šafrán (sampler)
Šafrán (1989 nebo 1990, na desce je napsáno 1989) je LP-sampler písničkářů ze sdružení Šafrán. Deska byla nahrána v roce 1976 a vyšla o rok později, ale náklad byl zničen. Písničky vybral a album sestavil Hynek Žalčík. V roce 2011 bylo album poprvé vydáno na 2CD společností Galén, kdy první disk obsahuje dvacet dochovaných (včetně několika poprvé publikovaných) nahrávek pěti členů Šafrán pro Supraphon ze let 1968–1976 a druhý disk pak toto LP.

## Písničky
1. Blues o žravý slepici (Jiří Zych, upravil Petr Lutka) – 3:10
2. Pět roků (Jiří Zych, upravil Petr Lutka) – 2:15
3. Rybář kontra potkan (Jiří Zych, upravil Petr Lutka) – 1:00
4. Červotoč (Jiří Zych, upravil Petr Lutka) – 1:30
5. Vlasy (Jiří Zych, upravil Petr Lutka) – 1:10
6. Písmenková láska (Vladimír Merta) – 3:00
7. Kámen a strom (Vladimír Merta) – 7:50
8. Vyhozený blues (Dáša Voňková) – 3:35
9. Chlapci, na tom horním konci (Dáša Voňková) – 4:30
10. Lidé z metra (Vlastimil Třešňák) – 4:40
11. O zadýchaných očích kulhavého posunovače (Vlastimil Třešňák) – 5:10
12. Náměšť (Jaroslav Hutka) – 3:00

## Nahráli
- Petr Lutka – zpěv, kytara (1–5)
- Vladimír Merta – zpěv (6, 7), kytara (1, 6), dvanáctistrunná kytara (7)
- Vlastimil Třešňák – foukací harmonika (1, 11), zpěv (10, 11), dvanáctistrunná kytara (10, 11)
- Jáno Sedal – basová foukací harmonika (1, 11), foukací harmonika (4)
- Jiří Jeřábek – banjo (2)
- Petr Kozel – kontrabas (2)
- Petr "Kulíšek" Pokorný – elektrická kytara (4)
- Vladimír "Guma" Kulhánek – basová kytara (4)
- Anatoli Kohout – bicí (4)
- Dáša Voňková – zpěv, kytara (8, 9)
- Jaroslav Hutka – zpěv, kytara (12)